# Stanisław Dąbrowski (muzyk)
Stanisław Dąbrowski (ur. 23 czerwca 1937 w Poznaniu, zm. 11 lutego 2005 w Kłodzku) – polski muzyk; dyrygent, kompozytor.

## Życiorys
Urodził się w Poznaniu w rodzinie muzyków. Dzieciństwo i młodość spędził na Górnym Śląsku, gdzie przeprowadzili się jego rodzice, kiedy miał roczek. W Zabrzu ukończył szkołę podstawową i średnią Szkołę Muzyczną w 1956 r. Po jej ukończeniu podjął pracę w Społecznym Ognisku w Zabrzu. Związany był również z amatorskim ruchem muzycznym, pracując jako instruktor i dyrygent. Prowadził m.in. jako drugi dyrygent orkiestrę kopalni Concordia, a także chór mieszany Akademii Medycznej w Zabrzu, Zespół Pieśni i Tańca Kopalni w Makoszowach oraz chór i orkiestrę Zakładów Komunikacji Miejskiej w Gliwicach. W 1971 r. ukończył studia muzyczne na Państwowej Wyższej Szkole Muzycznej we Wrocławiu na Wydziale Wychowania Muzycznego ze specjalnością: prowadzenie zespołów wokalno-instrumentalnych.
W 1971 r. wziął ślub z Martą Dąbrowską i zamieszkał z nią w Kłodzku. Podjął tu pracę w Szkole Muzycznej jako nauczyciel teorii fortepianu i gitary. W latach 1983–1988 pełnił funkcję jej dyrektora. 
Od początku swojej pracy zawodowej w szkole prowadził dziecięcą orkiestrę symfoniczną, która występowała za granicą, np. w Austrii i Niemczech.
W 1978 r. został dyrygentem kłodzkiego chóru Lutnia, który dzięki niemu w 1981 r. zyskał rangę chóru miejskiego. Z wielkim powodzeniem (między innymi trzy tournée po Francji) dyrygował  Miejskim Chórem Mieszanym Lutnia do 2000 roku.
Był kompozytorem pierwszego Hejnału kłodzkiego.
Zmarł po długiej chorobie 11 lutego 2005 r. w Kłodzku.

## Nagrody i odznaczenia
Za swoją pracę był wielokrotnie odznaczany, m.in.: Złotym Krzyżem Zasługi, Krzyżem Kawalerskim Polonia Restituta, Medalem za Zasługi dla miasta Kłodzka oraz licznymi dyplomami nadanymi przez Ministra Kultury i Sztuki za upowszechnianie kultury.